# Speed of movement
Speed of movement, Speed of contraction, o Tempo, traducibile in italiano come velocità di movimento o di contrazione, è un parametro utilizzato nell'allenamento con sovraccarichi, e rappresenta la velocità delle singole ripetizioni nelle varie fasi della ripetizione stessa durante una serie, ovvero:
- fase eccentrica;
- sosta isometrica in posizione allungata;
- fase concentrica;
- sosta isometrica in posizione accorciata;

Esso viene codificato con un numero a 4 cifre, ciascuna delle quali corrisponde alla durata in secondi delle 4 fasi rispettive. Ad esempio un codice "4-1-3-1", significa 4 secondi di fase eccentrica, 1 secondo di sosta isometrica in fase di allungamento, 3 secondi di fase concentrica, e 1 secondo si sosta isometrica in contrazione.

## Tipi di contrazione muscolare
Esistono svariati tipi di contrazione muscolare, ma essenzialmente le due tipologie principali sono le contrazioni dinamiche e le contrazioni isometriche (o statiche).
- Contrazione dinamica: è semplicemente una contrazione che prevede generalmente il movimento, e quindi l'allungamento e l'accorciamento dei muscoli coinvolti. Le contrazioni dinamiche si dividono in due fasi: la fase concentrica (o positiva) in cui il muscolo si accorcia sviluppando tensione, e la fase eccentrica (o negativa) in cui il muscolo si allunga sviluppando tensione. Durante la fase concentrica l'azione muscolare avviene quando il muscolo genera più forza del carico da esso sollevato, causandone l'accorciamento. Durante la fase eccentrica l'azione muscolare avviene quando la forza prodotta è inferiore rispetto a quella richiesta per sollevare il carico. A loro volta, le ripetizioni dinamiche possono essere ulteriormente suddivise in altre varianti, ovvero isotoniche, isocinetiche, auxotoniche, pliometriche.
- Contrazione isometrica (o statica): è una contrazione in cui il muscolo scheletrico in attività non modifica la propria lunghezza, pertanto esso non subisce un allungamento o un accorciamento delle fibre, venendo stimolato ad una lunghezza costante. Questo tipo di azione muscolare si verifica quanto la quantità di forza generata equivale alla quantità di forza richiesta.

## Definizione
La velocità di movimento (speed of movement o speed of contraction) è un fattore che, assieme al range di ripetizioni, determina il Time Under Tension (TUT), cioè il tempo di durata di una serie. La velocità del movimento determina un certo numero di fattori, inclusa la quantità di tensione sviluppata, l'impiego di energia meccanica, e il carico. In altri termini, più lento è il movimento, minore è il carico, ma maggiore è il lavoro muscolare). Al contrario, più rapido è il movimento, maggiore è il potenziale di carico, ma il carico muscolare si riduce (relativamente) e l'energia meccanica viene aumentata. Se si vuole massimizzare il carico sollevato, si utilizza l'energia meccanica a proprio vantaggio. Se si intende invece aumentare il lavoro muscolare, si riduce l'energia meccanica mediante tecniche come il rallentamento della velocità di movimento. La Speed of movement può essere aumentata o diminuita, in particolare con carichi leggeri o moderati (intensità basse e medie). Queste variazioni nella velocità altereranno drammaticamente gli adattamenti muscolari. In generale, ripetizioni veloci con pesi molto leggeri sono adatti per sviluppare la forza veloce o la potenza, quando sono eseguite poche ripetizioni. Ripetizioni veloci con carichi submassimali ad alta intensità sviluppano la forza massimale. Al contrario ripetizioni di durata lenta o intermedia con carichi submassimali sono più indicate per produrre adattamenti nella durata e ipertrofia muscolare in proporzione alla durata del Time Under Tension. Ad esempio, usando un carico del 30-45% di 1RM eseguendo 3 ripetizioni più velocemente possibile sviluppano la forza veloce (o potenza), ed hanno uno scarso effetto sull'ipertrofia o sulla durata muscolare.

### Storia
L'idea di tenere sotto controllo il tempo e la velocità di esecuzione del movimento durante le serie è stata promossa originariamente dai celebri preparatori di fama internazionale quali Ian King e Charles Poliquin a partire dagli anni ottanta. Furono questi due coach ad introdurre delle formule per tenere sotto controllo la velocità del movimento. Da quanto dichiarato, King venne influenzato da atleti come Arthur Jones e Ellington Darden, i primi che notò applicare il tempo ai loro programmi di allenamento. King però inserì anche il concetto di pausa tra il movimento eccentrico e concentrico, riconoscendo l'importante impatto che aveva questa strategia sui risultati dati dall'allenamento. In origine pare sia stato Poliquin nei primi anni ottanta a prescrivere una formula a due cifre a cui si riferiva alla parte concentrica ed eccentrica, ad esempio 1C:4E, indicava un secondo di contrazione concentrica e 4 secondi di contrazione eccentrica. La sua idea venne ispirata da uno scambio di opinioni con i coach tedeschi Rolf Feser e Lothar Spitz. Essi gli rivelarono che secondo loro gli atleti non dovevano eseguire solo contrazioni esplosive per creare adattamenti del sistema nervoso centrale, ma utilizzare anche altri tipi di protocolli di allenamento per creare ulteriori adattamenti muscolari. Pierre Roy, un allenatore nazionale canadese di sollevamento pesi, disse a Poliquin che stava prescrivendo delle contrazioni eccentriche di cinque secondi per le serie di sei ripetizioni durante la preparazione di uno dei suoi atleti per aumentare le dimensioni durante il periodo di preparazione. Dal contributo dell'esperienza di alcuni esperti nel mondo del sollevamento pesi e in generale dell'allenamento con i pesi, iniziava ad essere diffuso un nuovo approccio di allenamento, che non si limitava più alla mera esecuzione di un numero definito di ripetizioni, ma guardava ad ulteriori sfaccettature, come la velocità applicata nelle varie fasi del movimento, e il tempo totale di tensione del muscolo. Negli stessi anni in cui Poliquin cominciava a valorizzare questi nuovi parametri, il coach australiano Ian King introdusse un sistema più preciso a 3 cifre, in cui il primo numero indicava la durata della porzione eccentrica o negativa (con gravità), il secondo numero indicava la durata della pausa in posizione allungata, e il terzo numero era relativo alla durata della porzione concentrica o positiva (contro gravità). Ad esempio, un tempo "3/1/X" nelle distensioni su panca, impone un abbassamento del peso in 3 secondi, una pausa di un secondo, ed un sollevamento più velocemente possibile (X). Seguendo questo approccio ci vorrebbero 5 secondi per eseguire una ripetizione. Se si esegue un allenamento di forza, si effettuano circa solo 2-3 ripetizioni (cioè 10-15 secondi di TUT totale), ma se ci si allena per l'ipertrofia si dovrebbero eseguire 6-12 ripetizioni (con risultanti 30-60 secondi di TUT totale). Poliquin rielaborò ancora la formula di Ian King aggiungendo una quarta cifra a cui era correlata la sosta in fase di contrazione. Ad esempio una cifra "4/2/1/2" nelle distensioni su panca indicherebbe 4 secondi di allungamento/discesa (fase eccentrica), 2 secondi di sosta in massimo allungamento (sosta isometrica), 1 secondo nella contrazione/risalita (fase concentrica), e 2 secondi di sosta in massima contrazione (sosta isometrica).

### Formule di Ian King e Charles Poliquin
1. La 1ª cifra si riferisce alla fase eccentrica o negativa dell'esercizio. Una contrazione eccentrica si verifica quando un muscolo si allunga, come quando si abbassa la resistenza durante la discesa dello squat o delle distensioni su panca. L'esecuzione rallentata di questa fase è particolarmente avvalorata nell'attività di bodybuilding per la sua efficacia nel promuovere l'ipertrofia[6][7], ed è ritenuta responsabile del fenomeno muscolare riconosciuto come DOMS[8]. A causa della pericolosità dei movimenti esplosivi nella fase eccentrica, la X solitamente non compare sulla prima cifra.
2. La 2ª cifra si riferisce alla sosta isometrica nella posizione allungata. Questa pausa avviene tra la fase eccentrica (abbassamento) e la fase concentrica (sollevamento) della ripetizione, come quando il bilanciere fa contatto con il torace durante l'esecuzione delle distensioni panca. Le pause in una posizione "svantaggiosa" (leva svantaggiosa) durante una ripetizione, come la posizione inferiore di uno squat, aumentarano la tensione intramuscolare. Esistono prove che riconoscono nel prolungamento di questa fase una buona tecnica per aumentare la forza e l'ipertrofia[9].
3. La 3ª cifra si riferisce alla fase concentrica o positiva dell'esercizio. La contrazione concentrica si verifica quando un muscolo si accorcia, come quando il bilanciere viene portato alle spalle durante un curl per bicipiti. La "X", che implica un'azione esplosiva con accelerazione completa, può essere spesso riportata su questa cifra. Nonostante venga in genere suggerito di esaltare la fase eccentrica eseguendo in maniera esplosiva quella concentrica, si riscontra che le ripetizioni concentriche producono lattato per 2/3 più di quanto non faccia l'esercizio eccentrico[8]. Il lattato è una molecola positivamente correlata con la secrezione dell'ormone anabolico GH[10].
4. La 4ª cifra si riferisce alla sosta isometrica in posizione accorciata. Questo è il tipo di contrazione che si verifica alla fine della fase concentrica. Le pause in questa posizione "vantaggiosa" (leva vantaggiosa) secondo Poliquin accentuano il reclutamento di più fibre a contrazione rapida (tipo II), che sono le fibre che determinano il reale aumento della forza e potenza. Trattenere il carico sulla 4ª viene identificato con la tecnica del Peak contraction.

### La ricerca
Riguardo alla velocità del movimento delle ripetizioni, non sembra esserci pieno consenso sull'andamento ottimale per i miglioramenti della forza e dell'ipertrofia. Diversi studi hanno comparato i movimenti rapidi con i movimenti lenti, trovando che i movimenti lenti riuscissero a sviluppare la forza massima, mentre i movimenti esplosivi (pliometria) aumentassero il tasso di sviluppo della forza. Diverse ricerche hanno constatato che movimenti veloci portino a maggiori guadagni di ipertrofia e/o forza rispetto ai movimenti lenti, mentre questi sono un requisito fondamentale per lo sviluppo della potenza. Secondo Bruce-Low e Smith (2007) e Carpinelli et al. (2004) una cadenza relativamente lenta è in grado di produrre guadagni ottimali di forza e ipertrofia, ma il metodo super slow (10 secondi nella fase eccentrica, e 4-10 secondi in quella concentrica) non offre ulteriori vantaggi. Secondo i risultati di Johnston (2005) non apparivano significative differenze nella forza generata o percepita quando i movimenti venivano svolti con uno Speed of movement rispettivamente "10/X/10/X", "5/X/5/X" o "4/X/2/X". Johnston suggerì che i movimenti esplosivi probabilmente reclutano meno fibre muscolari a causa dello slancio, e che il ridotto reclutamento muscolare attraverso gran parte del range di movimento sarebbe meno efficace per enfatizzare la funzione muscolare. Questo esito venne precedentemente riportato da Hay et al. (1983) testando il curl per bicipiti.Uno studio di Tran, Docherty e Behm (2006) notò un decremento nella produzione di forza, notando una diminuzione notevolmente superiore a seguito di 10 ripetizioni con un andamento 5:5 (secondi nelle fasi concentrica eccentrica), rispetto a 10 ripetizioni con 2:2, e 5 ripetizioni 10:4. Questa maggiore diminuzione nella produzione di forza suggerisce un affaticamento su una maggior quantità di fibre muscolari, stimolando potenzialmente una maggiore crescita e maggiori guadagni di forza e potenza. Inoltre, Bruce-Low e Smith (2007), in particolare considerarono il rischio di infortuni da esercizi balistici, riportando alcune statistiche inquietanti che suggeriscono che l'allenamento esplosivo possa causare lesioni al polso, alle regioni della spalla, del gomito e la lombare. Va notato però che i risultati sullo sviluppo della forza sembrano "velocità-specifici". La specificità della velocità caratterizza la probabilità che i maggiori aumenti di forza si verifichino in prossimità della velocità specifica utilizzata durante l'esercizio (Behm e Sale, 1993). Pertanto, l'allenamento con i pesi a bassa velocità si tradurrà in maggiori guadagni di forza a lenta velocità di movimento, mentre l'allenamento ad alta velocità favorirà miglioramenti sullo della forza a velocità di movimento più rapide.
Secondo molte rilevazioni, i movimenti rapidi portano ad un proporzionale aumento dell'attività muscolare e del reclutamento delle unità motorie. Queste ricerche riportarono un aumento lineare dell'attività elettromiografica (EMG) di pari passo con l'aumento dello speed of movement. La spiegazione per questo fenomeno sarebbe semplice; con l'incremento della velocità, incrementa di pari passo la necessità di reclutare le fibre a contrazione rapida. Dal momento che le fibre muscolari rapide dimostrano una maggiore attività EMG, il livello di attivazione muscoare complessivo è di conseguenza aumentato.
Ulteriori evidenze scientifiche riconoscono l'efficacia della variabilità dello stimolo di allenamento, alternando fasi di alta intensità ad altre di bassa intensità (con una conseguente variazione del TUT), per ottimizzare le prestazioni. Altre ricerche attribuiscono al carico e alla velocità di contrazione delle ripetizioni (determinanti il TUT) un diverso stimolo neuromuscolare, promuovendone il calcolo per definirne il volume di lavoro in un programma di allenamento. Più di recente, Padulo (2012) ha dimostrato che l'allenamento coi pesi ad alta velocità sia più indicato per migliorare la forza muscolare negli atleti avanzati sulla panca piana
Per quanto riguarda nel contrazioni isometriche le evidenze sono limitate. Gentil et al. (2006), analizzando l'impatto di diversi metodi di allenamento coi pesi sul TUT e sulla produzione di acido lattico, riconoscono che eseguire 5 secondi di contrazione isometrica in allungamento (la 2ª cifra della formula di Ian King), sia particolarmente efficace nel promuovere guadagni di forza e ipertrofia. Paoli et al. (2004) dimostrarono che applicare la contrazione isometrica in massimo allungamento per 15-20 secondi a seguito del cedimento muscolare portasse ad un maggiore sviluppo della massa muscolare rispetto ai metodi tradizionali (normali serie multiple) e alle serie con la tecnica del rest pause. Questa tecnica venne denominata stretch contrastato.

### Conclusioni
Alcuni autori suggeriscono che la velocità del movimento debba essere controllata per ottenere un maggiore guadagni di forza e ipetrofia e per ridurre il rischio infortuni. Come precedentemente osservato, non sembra essere stato stabilito un andamento ottimale per lo sviluppo della forza e/o dell'ipertrofia, in quanto le evidenze scientifiche sono contrastanti. Ciò nonostante, le ripetizioni eccentriche enfatizzate sono state più volte riconosciute come più efficaci per produrre ipertrofia muscolare rispetto a quelle concentriche, mentre le ripetizioni rapide ed esplosive sono fondamentali per sviluppare la potenza muscolare. Ciò che è necessario considerare, è che un rallentamento dei movimenti porta come conseguenza ad una riduzione delle ripetizioni massime (RM) a parità di carico, o viceversa, a parità di RM i movimenti lenti impongono un abbassamento dei carichi. Anche se questo potrebbe portare ad inferiore sviluppo della prestazione di forza, alcune analisi non hanno confermato questo effetto. Bisogna tuttavia considerare che lo sviluppo della forza risulta ottimizzato alla velocità o l'andamento specifico con cui si allena questo adattamento. Se ci si allena per la forza con movimenti lenti, lo sviluppo ottimale della forza avverrà con questo andamento, mentre se ci si allena con movimenti rapidi, lo sviluppo della forza sarà effettivo con andamenti rapidi. Secondo Poliquin e King, i coach che introdussero il concetto di speed of movement o tempo, il TUT (e di conseguenza lo speed of movement) dovrebbe essere variato come qualsiasi altro parametro di allenamento per costringere il corpo a reagire ad un nuovo stimolo. Una regola generale è che tempi più rapidi e movimenti esplosivi vengono di solito utilizzati per allenamenti per la forza e soprattutto per la potenza, mentre tempi più lenti e movimenti controllati vengono più spesso, ma non sempre, utilizzati per l'ipertrofia.
(Charles Poliquin)

## Altri parametri di allenamento per ilresistance training
- Intensità
- Volume
- Densità
- Frequenza
- Time Under Tension
- Tempo di recupero
- One-repetition maximum
- Periodizzazione
- Sovraccarico progressivo
- Specificità